# Smbat Lputian
Smbat Lputian (Erevan, 14 de fevereiro 1958) é um jogador de xadrez da Armênia com participação nas Olimpíadas de xadrez de 1992 a 2006. Smbat conquistou a medalha de ouro por performance por equipes no quarto tabuleiro em 2006 e conquistou as medalhas de bronze por equipes em 1992, 2002 e 2004. Individualmente, conquistou a medalha de prata em 1998 jogando no segundo tabuleiro e 1992 no terceiro tabuleiro.